# Facundo Medina
Facundo Medina (Villa Fiorito, Buenos Aires, Argentina, 28 de mayo de 1999) es un futbolista argentino. Juega como defensor y su equipo actual es el Olympique de Marsella, de la Ligue 1 de Francia.

## Trayectoria

### River Plate
A mediados de 2016 fue subido al primer equipo del Club Atlético River Plate.
Su debut no oficial se produjo el 12 de noviembre de 2016 frente a Olimpia de Paraguay en el marco de la Copa Conmemoración, partido amistoso disputado en el Estadio Ciudad de La Plata, dicho encuentro fue ganado por su equipo por 5-1.

### Talleres
El 26 de enero de 2018, Andrés Fassi hizo oficial su contratación en una conferencia de prensa previa a la reanudación del torneo. Talleres adquirió el 65% del pase del jugador.

### Salto a Europa
El 2 de julio de 2020, el R. C. Lens hizo oficial su fichaje hasta 2024.

## Selección nacional

### Sub-20

#### Participaciones en Copas del Mundo
| Torneo                   | Sede    | Resultado        | Partidos | Goles |
| ------------------------ | ------- | ---------------- | -------- | ----- |
| Copa Mundial Sub-20 2019 | Polonia | Octavos de final | 7        | 0     |

#### Participaciones en Sudamericano Sub-20
| Torneo                   | Sede  | Resultado  | Partidos | Goles |
| ------------------------ | ----- | ---------- | -------- | ----- |
| Sudamericano Sub-20 2019 | Chile | Subcampeón | 7        | 0     |

### Sub-23

#### Participaciones Sub-23
| Torneo                         | Sede     | Resultado | Partidos | Goles |
| ------------------------------ | -------- | --------- | -------- | ----- |
| Preolímpico Sudamericano 2020  | Colombia | Campeón   | 6        | 0     |
| Juegos Panamericanos Lima 2019 | Perú     | Campeón   | 5        | 0     |

#### Participaciones Selección Olímpica
| Torneo                | Sede  | Resultado      | Partidos | Goles |
| --------------------- | ----- | -------------- | -------- | ----- |
| Juegos Olímpicos 2020 | Tokio | Fase de grupos | 3        | 1     |

### Absoluta
Su primera convocatoria fue cuando el entrenador de la Selección Argentina, Lionel Scaloni, lo convocó para las dos primeras fechas de Eliminatorias Sudamericanas para el mundial de Catar 2022. En la segunda fecha, frente a Bolivia de visitante, Medina ingresó a los 88' de partido en lugar de Lautaro Martínez para ayudar a sostener el marcador, siendo victoria argentina por 2-1.

## Estadísticas

### Clubes
Actualizado hasta su último partido disputado el 17 de mayo de 2025.
| Club                          | Div.          | Temporada     | Liga  | Liga  | Liga   | Copas nacionales | Copas nacionales | Copas nacionales | Copas internacionales | Copas internacionales | Copas internacionales | Total | Total | Total  |
| Club                          | Div.          | Temporada     | Part. | Goles | Asist. | Part.            | Goles            | Asist.           | Part.                 | Goles                 | Asist.                | Part. | Goles | Asist. |
| ----------------------------- | ------------- | ------------- | ----- | ----- | ------ | ---------------- | ---------------- | ---------------- | --------------------- | --------------------- | --------------------- | ----- | ----- | ------ |
| Talleres de Córdoba Argentina | 1.ª           | 2018-19       | 16    | 0     | 0      | 3                | 0                | 0                | —                     | —                     | —                     | 19    | 0     | 0      |
| Talleres de Córdoba Argentina | 1.ª           | 2019-20       | 17    | 1     | 1      | 1                | 0                | 0                | —                     | —                     | —                     | 18    | 1     | 1      |
| Talleres de Córdoba Argentina | Total club    | Total club    | 33    | 1     | 1      | 4                | 0                | 0                | 0                     | 0                     | 0                     | 37    | 1     | 1      |
| R. C. Lens Francia            | 1.ª           | 2020-21       | 24    | 2     | 0      | 2                | 1                | 0                | —                     | —                     | —                     | 26    | 3     | 0      |
| R. C. Lens Francia            | 1.ª           | 2021-22       | 31    | 1     | 0      | 3                | 0                | 0                | —                     | —                     | —                     | 34    | 1     | 0      |
| R. C. Lens Francia            | 1.ª           | 2022-23       | 32    | 2     | 4      | 3                | 1                | 1                | —                     | —                     | —                     | 35    | 3     | 5      |
| R. C. Lens Francia            | 1.ª           | 2023-24       | 31    | 1     | 3      | 1                | 0                | 0                | 7                     | 0                     | 1                     | 39    | 1     | 4      |
| R. C. Lens Francia            | 1.ª           | 2024-25       | 29    | 0     | 1      | 1                | 0                | 0                | 1                     | 0                     | 0                     | 31    | 0     | 1      |
| R. C. Lens Francia            | Total club    | Total club    | 147   | 6     | 8      | 10               | 2                | 1                | 8                     | 0                     | 1                     | 165   | 8     | 10     |
| Olympique de Marsella Francia | 1.ª           | 2025-26       | 0     | 0     | 0      | —                | —                | —                | —                     | —                     | —                     | 0     | 0     | 0      |
| Olympique de Marsella Francia | Total club    | Total club    | 0     | 0     | 0      | 0                | 0                | 0                | 0                     | 0                     | 0                     | 0     | 0     | 0      |
| Total carrera                 | Total carrera | Total carrera | 180   | 7     | 9      | 14               | 2                | 1                | 8                     | 0                     | 1                     | 202   | 9     | 11     |
| 1. 2.                         |               |               |       |       |        |                  |                  |                  |                       |                       |                       |       |       |        |

### Selecciones nacionales
Actualizado de acuerdo al último partido jugado el 10 de junio de 2025.
| Selección          | Año               | Amistosos | Amistosos | Amistosos | Eliminatorias | Eliminatorias | Eliminatorias | Continental | Continental | Continental | Mundial | Mundial | Mundial | Total | Total | Total  |
| Selección          | Año               | Part.     | Goles     | Asist.    | Part.         | Goles         | Asist.        | Part.       | Goles       | Asist.      | Part.   | Goles   | Asist.  | Part. | Goles | Asist. |
| ------------------ | ----------------- | --------- | --------- | --------- | ------------- | ------------- | ------------- | ----------- | ----------- | ----------- | ------- | ------- | ------- | ----- | ----- | ------ |
| Sub-20 Argentina   | 2018              | 2         | 0         | 0         | —             | —             | —             | —           | —           | —           | —       | —       | —       | 2     | 0     | 0      |
| Sub-20 Argentina   | 2019              | 4         | 0         | 0         | —             | —             | —             | 7           | 0           | 0           | 4       | 0       | 1       | 15    | 0     | 1      |
| Sub-20 Argentina   | Total             | 6         | 0         | 0         | 0             | 0             | 0             | 7           | 0           | 0           | 4       | 0       | 1       | 17    | 0     | 1      |
| Sub-23 Argentina   | 2019              | 2         | 0         | 0         | —             | —             | —             | —           | —           | —           | —       | —       | —       | 2     | 0     | 0      |
| Sub-23 Argentina   | 2020              | —         | —         | —         | —             | —             | —             | 6           | 0           | 0           | —       | —       | —       | 6     | 0     | 0      |
| Sub-23 Argentina   | 2021              | 3         | 0         | 0         | —             | —             | —             | —           | —           | —           | 3       | 1       | 0       | 6     | 1     | 0      |
| Sub-23 Argentina   | Total             | 5         | 0         | 0         | 0             | 0             | 0             | 6           | 0           | 0           | 3       | 1       | 0       | 14    | 1     | 0      |
| Absoluta Argentina | 2020              | —         | —         | —         | 1             | 0             | 0             | —           | —           | —           | —       | —       | —       | 1     | 0     | 0      |
| Absoluta Argentina | 2021              | —         | —         | —         | 1             | 0             | 0             | —           | —           | —           | —       | —       | —       | 1     | 0     | 0      |
| Absoluta Argentina | 2023              | 1         | 0         | 0         | —             | —             | —             | —           | —           | —           | —       | —       | —       | 1     | 0     | 0      |
| Absoluta Argentina | 2024              | —         | —         | —         | 1             | 0             | 0             | —           | —           | —           | —       | —       | —       | 1     | 0     | 0      |
| Absoluta Argentina | 2025              | —         | —         | —         | 3             | 0             | 0             | —           | —           | —           | —       | —       | —       | 3     | 0     | 0      |
| Absoluta Argentina | Total             | 1         | 0         | 0         | 6             | 0             | 0             | 0           | 0           | 0           | 0       | 0       | 0       | 7     | 0     | 0      |
| Total selecciones  | Total selecciones | 12        | 0         | 0         | 6             | 0             | 0             | 13          | 0           | 0           | 7       | 1       | 1       | 38    | 1     | 1      |
| 1. 2. 3.           |                   |           |           |           |               |               |               |             |             |             |         |         |         |       |       |        |

## Palmarés

### Campeonatos internacionales
| Título                   | Club             | Sede     | Año  |
| ------------------------ | ---------------- | -------- | ---- |
| Juegos Panamericanos     | Argentina sub-23 | Lima     | 2019 |
| Preolímpico Sudamericano | Argentina sub-23 | Colombia | 2020 |